# Братошув
Братошув (пол. Bratoszów) — село в Польщі, у гміні Пешиці Дзержоньовського повіту Нижньосілезького воєводства.
У 1975-1998 роках село належало до Валбжиського воєводства.